# Palau Emo de la Maddalena
El Palau Emo de la Maddalena és un palauet històric italià, d'estil barroc, situat en el sestiere de Cannaregio a Venècia, amb façana al Gran Canal de Venècia entre el palau Molin Querini i el palau Soranzo Piovene.

## Història
L'edifici es va construir en els inicis del segle xvii. Va ser promogut per la família Emo, encara que Angelo Emo, de la branca de «San Simeon» no va arribar a viure en l'edifici. De fet, l'edifici va passar a ser propietat dels Emo de «Sant Leonardo» l'any 1610 a través del matrimoni de Alvise Emo, fill de Francesco i Cassandra Donà, amb Eleonora Rodriguez di Diego. Mediat el segle xviii, els propietaris eren Francesco i Gerolamo Emo Alvise, que l'any 1749 van acordar l'ampliació del palau contigu Molin Querini.

## Descripció
L'edifici presenta una façana dividida en dues seccions amb doble orientació responent a la sinuositat del canal. Apart, mostra certs anacronismes, que el fan semblar del segle xvi. La façana es desenvolupa en quatre altures, amb planta baixa, entresol, planta noble i golfa. El seu poder expressiu es concentra en el grup format pel portal al nivell del canal i la serliana superior amb balconada en la planta principal, amb grans monófores a banda i banda, dues a la dreta i tres a l'esquerra, totes amb arc de mig punt.